# Prunus tucumanensis
Prunus tucumanensis là loài thực vật có hoa trong họ Hoa hồng. Loài này được Lillo miêu tả khoa học đầu tiên năm 1910.